# Coppa delle Nazioni 1951
La Coppa delle Nazioni 1951 è stata la 25ª edizione dell'omonima competizione di hockey su pista. Il torneo, organizzato dal Montreux Hockey Club, ha avuto luogo tra il 22 e il 26 marzo 1951.
Il trofeo è stato conquistato dal Belgio per la 1ª volta nella sua storia.

## Squadre partecipanti
Nazionali
- Belgio
- Francia
- Germania Ovest
- Inghilterra
- Italia
- Paesi Bassi

Club
- CP Barcellona
- Montreux

## Risultati
|                | Belgio (bandiera) | Francia (bandiera) | Germania Ovest (bandiera) | Inghilterra (bandiera) | Italia (bandiera) | Paesi Bassi (bandiera) | Spagna (bandiera) | Svizzera (bandiera) |
| -------------- | ----------------- | ------------------ | ------------------------- | ---------------------- | ----------------- | ---------------------- | ----------------- | ------------------- |
| Belgio         |                   |                    |                           |                        |                   |                        |                   |                     |
| Francia        | 0 - 6             |                    |                           |                        |                   |                        |                   |                     |
| Germania Ovest | 2 - 3             | 1 - 4              |                           |                        |                   |                        |                   |                     |
| Inghilterra    | 3 - 3             | 6 - 6              | 6 - 2                     |                        |                   |                        |                   |                     |
| Italia         | 1 - 6             | 6 - 2              | 3 - 3                     | 3 - 3                  |                   |                        |                   |                     |
| Paesi Bassi    | 2 - 3             | 0 - 1              | 2 - 5                     | 1 - 4                  | 1 - 5             |                        |                   |                     |
| CP Barcellona  | 1 - 1             | 1 - 1              | 6 - 0                     | 2 - 2                  | 3 - 4             | 2 - 1                  |                   |                     |
| Montreux       | 2 - 3             | 6 - 2              | 10 - 2                    | 2 - 2                  | 3 - 1             | 3 - 3                  | 3 - 2             |                     |

### Classifica finale
| Pos. | Squadra        | Pt | G | V | N | P | GF | GS | DR  |
| ---- | -------------- | -- | - | - | - | - | -- | -- | --- |
| 1.   | Belgio         | 19 | 7 | 5 | 2 | 0 | 25 | 11 | +14 |
| 2.   | Montreux       | 17 | 7 | 4 | 2 | 1 | 29 | 15 | +14 |
| 3.   | Inghilterra    | 16 | 7 | 2 | 5 | 0 | 26 | 19 | +7  |
| 4.   | Italia         | 15 | 7 | 3 | 2 | 2 | 23 | 21 | +2  |
| 5.   | CP Barcellona  | 14 | 7 | 2 | 3 | 2 | 17 | 12 | +5  |
| 6.   | Francia        | 13 | 7 | 2 | 2 | 3 | 16 | 26 | -10 |
| 7.   | Germania Ovest | 10 | 7 | 1 | 1 | 5 | 15 | 34 | -19 |
| 8.   | Paesi Bassi    | 8  | 7 | 0 | 1 | 6 | 10 | 23 | -13 |

## Campioni
| Vincitore Coppa delle Nazioni 1951 |
| ---------------------------------- |
| Belgio 1º titolo                   |